# Delhi Capitals

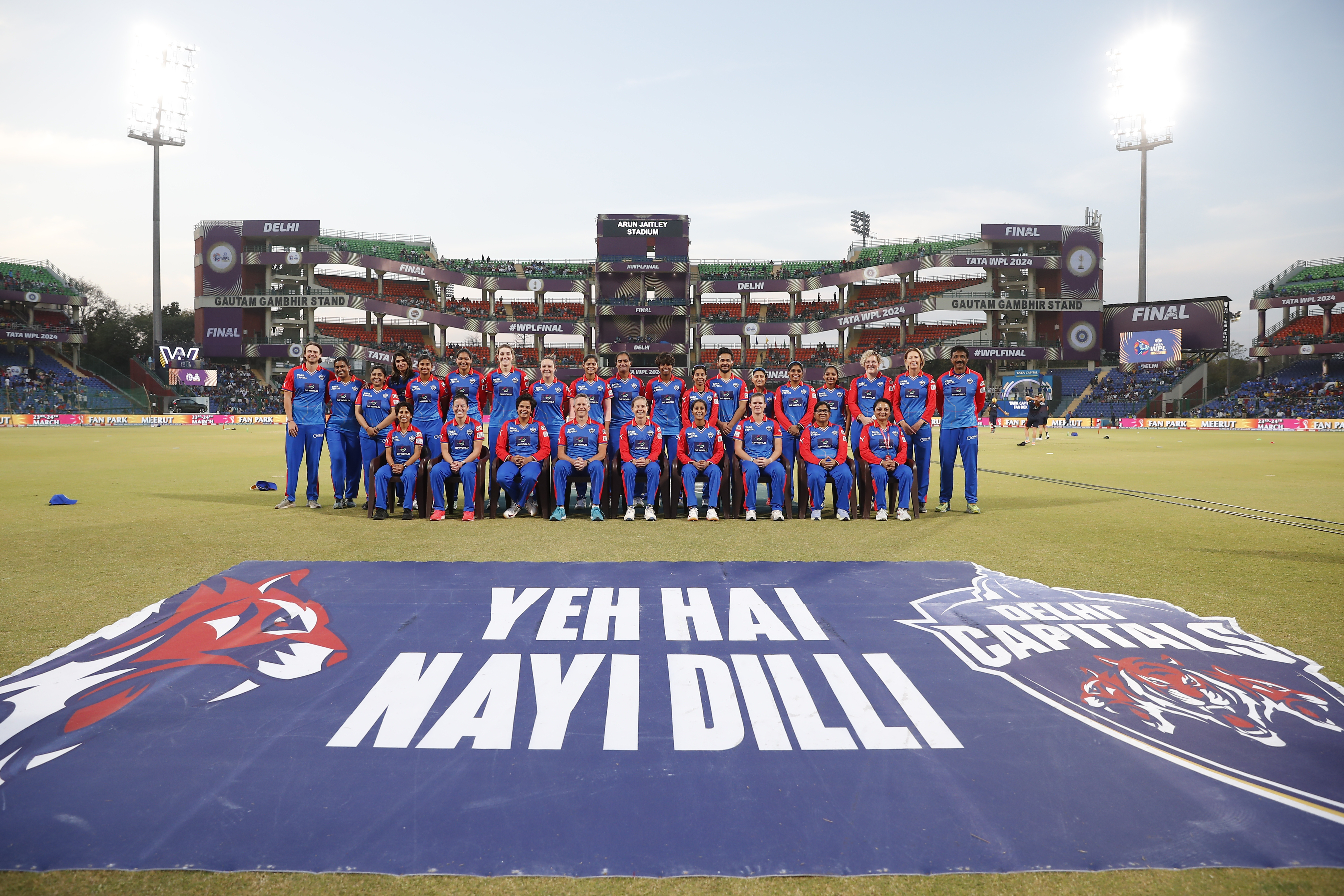
Team der Delhi Capitals, 17. März 2024

Die Delhi Capitals, bis Dezember 2018 Delhi Daredevils (abgekürzt: DD oder 'Double Ds'), sind ein indisches Cricket-Franchise und repräsentieren die Stadt Delhi in der Indian Premier League. Die Mannschaft wurde 2008 mit der Gründung der Indian Premier League gegründet. Die Rechte für das Franchise erwarb die GMR-Group für $84 Millionen. Das Heimatstadion ist offiziell das Feroz Shah Kotla Ground in Delhi. Das Franchise konnte bisher die Indian Premier League nicht gewinnen.

## Abschneiden in der IPL
| Jahr | Spiele | Siege | Niederlagen | No Result | Endplatzierung (Vorrunde) |
| ---- | ------ | ----- | ----------- | --------- | ------------------------- |
| 2008 | 14     | 7     | 6           | 1         | Halbfinale (4/8)          |
| 2009 | 14     | 10    | 4           | 0         | Halbfinale (1/9)          |
| 2010 | 14     | 7     | 7           | 0         | Vorrunde (5/8)            |
| 2011 | 14     | 4     | 9           | 1         | Vorrunde (10/10)          |
| 2012 | 16     | 11    | 5           | 0         | Halbfinale (1/9)          |
| 2013 | 16     | 3     | 13          | 0         | Vorrunde (9/9)            |
| 2014 | 14     | 2     | 12          | 0         | Vorrunde (8/8)            |
| 2015 | 14     | 5     | 8           | 1         | Vorrunde (7/8)            |
| 2016 | 14     | 7     | 7           | 0         | Vorrunde (6/8)            |
| 2017 | 14     | 6     | 8           | 0         | Vorrunde (6/8)            |
| 2018 | 14     | 5     | 9           | 0         | Vorrunde (8/8)            |
| 2019 | 14     | 9     | 5           | 0         | Halbfinale (3/8)          |